# On-screen display

Een OSD met kanaalnummer en volumeregelaar.

On-screen display (afgekort tot OSD) is een scherm dat over het huidige beeld wordt weergegeven. Het wordt gewoonlijk toegepast bij een televisie, computerscherm of dvd-speler om meer informatie weer te geven, en kan ook worden gebruikt om een apparaat te bedienen. In moderne apparaten is de OSD meertalig.
Het weergaveapparaat hoeft niet noodzakelijk het bestuurde apparaat te zijn, er kan bijvoorbeeld een menu van een aangesloten dvd-speler op het televisiescherm worden weergegeven.

## Geschiedenis
In het verleden werd apparatuur bediend met analoge draaiknoppen en schakelaars. Na de uitvinding van de afstandsbediening werden digitale aanpassingen gebruikelijker. Televisie- en radioapparatuur kreeg vaker een digitaal scherm, zoals led, lcd of VFD-gebaseerd.
Met het steeds geavanceerder worden van de elektronica werd het mogelijk om een grafisch beeld weer te geven over het huidige beeld. Met name de Akai VS-2 wordt genoemd als de eerste videorecorder met een "on-screen"-display. Door de informatie rechtstreeks op het beeldscherm te projecteren, hoefde de consument niet meer alle informatie af te lezen op het apparaat zelf, zoals het instellen van een timeropname, speelduur, programmeren van de video en het aflezen van de bandteller. Deze vinding volgde enkele jaren later ook bij andere fabrikanten.
De complexiteit van een on-screen display is de afgelopen jaren sterk vergroot, van eenvoudige monochrome beelden tot detailleerde grafische gebruikersomgevingen.